# Ludwig Feuerbach e o Fim da Filosofia Clássica Alemã

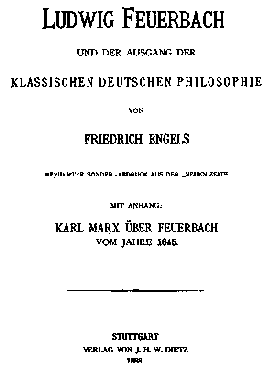
Capa do livro

Ludwig Feuerbach e o Fim da Filosofia Clássica Alemã é um livro escrito pelo filósofo Friedrich Engels, e publicado pela primeira vez em 1886, no jornal socialista alemão Die Neue Zeit ("Os Novos Tempos"). A segunda edição foi publicada em 1888 em Estugarda, com algumas alterações. Nesta segunda edição foi publicada pela primeira vez as Teses sobre Feuerbach de Karl Marx.
O livro foi escrito para refutar o ressurgimento do idealismo nos círculos neo-hegelianos da classe dominante alemã. Engels considerou a obra como o somatório ou o encerramento da crítica pós-hegeliana que ele e Marx haviam iniciado na obra A Ideologia Alemã, 40 anos antes - trabalho nunca publicado em suas vidas, apenas postumamente, em 1932.

## Conteúdo
O livro é composto de quatro partes:
- A primeira parte trata do período que vai do idealismo de Hegel até o materialismo de Feuerbach, e, em seguida, a filosofia alemã.
- O segundo capítulo trata sobre o desaparecimento do idealismo e o crescimento do materialismo na filosofia.
- O terceiro capítulo trata da filosofia da religião de Feuerbach.
- No quarto capítulo, Engels resume os três capítulos anteriores. Ele explica que não só o cristianismo tornou-se ideologia da classe dominante, mas também como a filosofia tornou-se uma ferramenta da hegemonia dessa classe.